# یواس‌اس پوهاتان (آی‌دی-۳۰۱۳)
یواس‌اس پوهاتان (آی‌دی-۳۰۱۳) (به انگلیسی: USS Powhatan (ID-3013)) یک کشتی بود که طول آن ۵۴۴ فوت ۱۱٫۵ اینچ (۱۶۶٫۱۰۳ متر) بود. این کشتی در سال ۱۸۹۹ ساخته شد.